# Tanibe
Tanibe est une commune rurale malgache dans la région d'Ambatosoa. Elle connaît trois maires depuis 1995. À savoir : Jean Félix, puis Hendriarison Louis Jean Bruno et Zaramanina. Le premier est revenu au pouvoir depuis 2020.
Ambodivandrozana, Antsiradava, Antanambao II, Ambodirotro, Anteninkely, Safaray, Ambamaho, Antanambehely, Ampisokina, Fahitrosy sont des villages qui la composent. Antsiradava est un lieu intéressant car à la limite du dit village existe un petit bâtiment qui est propriété personnelle de la première Dame Malagasy, Ruffine Tsiranana épouse du premier président dont c’était le lieu de villégiature. Ils y accèdent souvent par hélicoptère.

## Géographie
Il est tout près de rivière Managnara. 